# Sturmgeschütz
Sturmgeschütz (slovensko jurišni top, kratica StuG) je nemški izraz za vrsto samovoznega protitankovskega topa.